# Гурайя

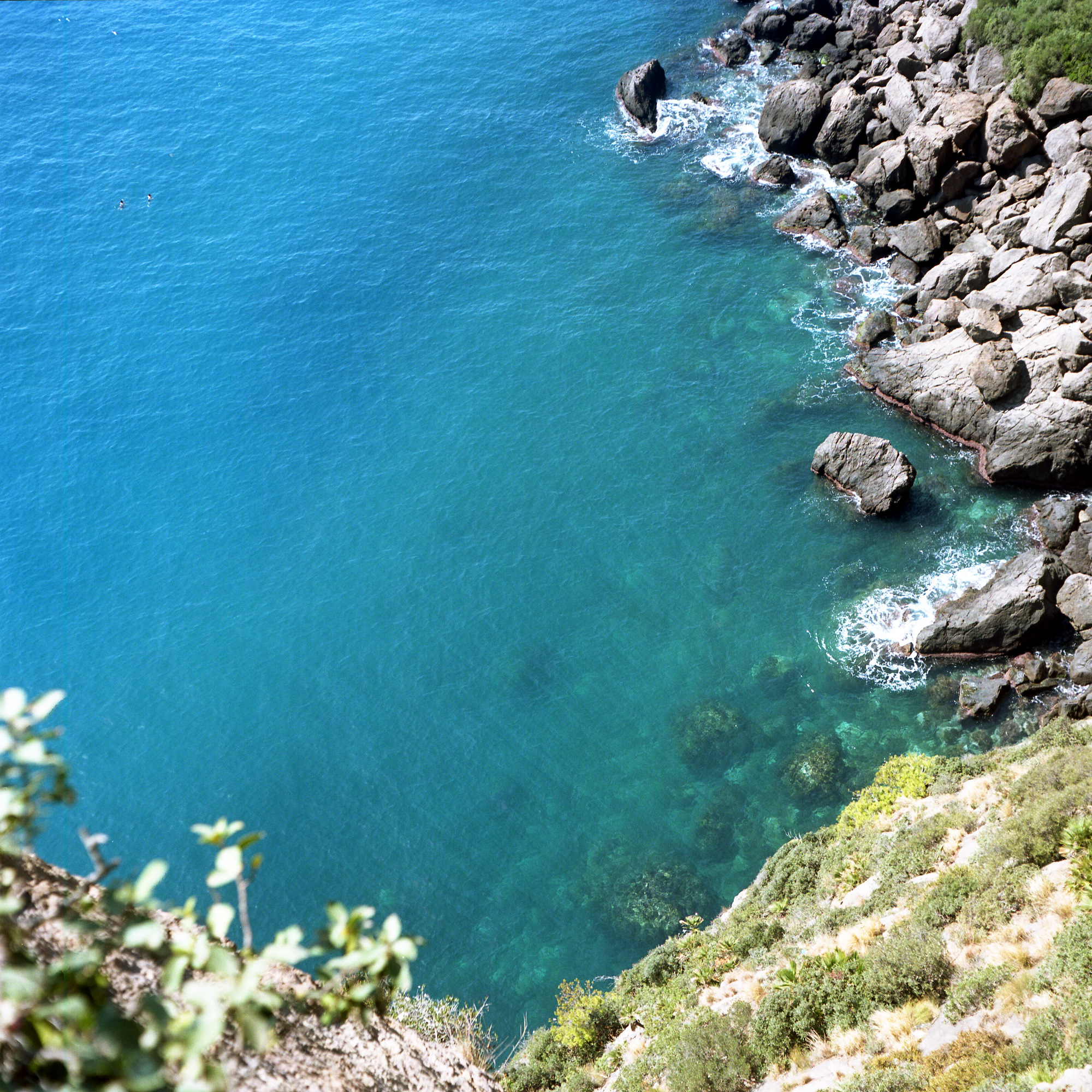

Гурайя (араб. الحديقة الوطنية قورايا) — один з прибережних національних парків Алжиру. Розташований у провінції Беджая біля святилища Сіді-Туаті.
Парк розташований на північний схід від міста Беджая, у безпосередньому сусідстві з містом. У парку знаходиться гора Гурайя висотою 660 метрів, на честь якої і названий парк. В ньому є безліч пляжів та кліфів, що залучає на відпочинок велику кількість алжирців. Заснований у 1984 році, на площі в 20,8 км².
Парк входить в список біосферних резерватів ЮНЕСКО, оскільки в ньому водяться рідкісні види флори і фауни, включаючи вимираючих маготів. Macaca sylvanus — примати, які раніше були набагато більш поширені в Північній Африці, ніж сьогодні.